# 钱塘第一井
30°14′28″N 120°09′56″E / 30.24111°N 120.16556°E
钱塘第一井，旧名寒井，又名吴山井、吴山泉，俗称大井，位于中国浙江省杭州市上城区大井巷22号，1986年被列为杭州市文物保护单位，2005年被列为第五批浙江省文物保护单位。相传钱塘第一井为五代吴越国师德韶所凿，因位于吴山北麓，故号吴山第一泉。明朝弘治年间，井口改为五眼。井深约4米，井壁用条石抹角砌筑。:325